# Euphorbia polycephala
Euphorbia polycephala är en törelväxtart som beskrevs av Hermann Wilhelm Rudolf Marloth. Euphorbia polycephala ingår i släktet törlar, och familjen törelväxter. Inga underarter finns listade i Catalogue of Life.

## Bildgalleri

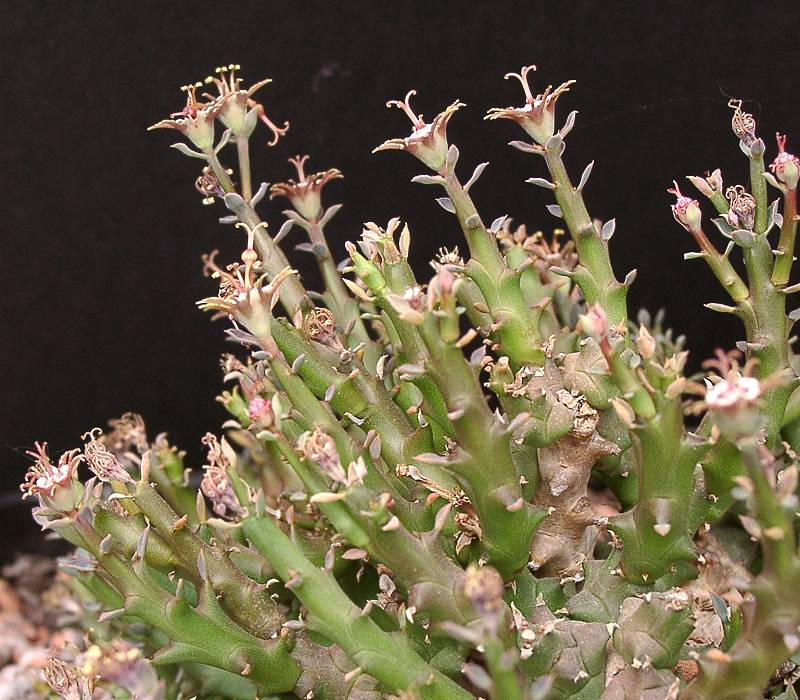